# Санфронт
Санфро̀нт (на италиански и на пиемонтски: Sanfront; на окситански: Sanfrount, Санфроунт) е малко градче и община в Северна Италия, провинция Кунео, регион Пиемонт. Разположено е на 490 m надморска височина. Населението на общината е 2598 души (към 2010 г.).